# Radkersburger Bahn
| Streckennummer (ÖBB): | 46201                         |                                        |                                        |
| Streckennummer: | 42 (SŽ)                       |                                        |                                        |
| Kursbuchstrecke (ÖBB): | 502                           |                                        |                                        |
| Streckenlänge: | 56,5 km                       |                                        |                                        |
| Spurweite: | 1435 mm (Normalspur)          |                                        |                                        |
| Maximale Neigung: | 20 ‰                          |                                        |                                        |
| Minimaler Radius: | 143 m                         |                                        |                                        |
| Streckengeschwindigkeit: | 80 km/h                       |                                        |                                        |
| |                               |                                        |                                        |
| Betreiber: | Österreich: ÖBB Slowenien: SŽ |                                        |                                        |
| Bundesland (A): | Steiermark                    |                                        |                                        |
| Region (SLO): | Pomurska                      |                                        |                                        |
| \| \| \| Südbahn von Trieste Centrale \| \| \| \| 0,00 00,000 \| Spielfeld-Straß \| 263 m ü. A. \| \| \| \| Südbahn nach Wien Hbf \| \| \| \| 3,8400 00,000 \| Schwarza (bis 11. Dezember 2021) \| 248 m ü. A. \| \| \| 6,1000 00,000 \| Lichendorf \| 247 m ü. A. \| \| \| 7,8800 00,000 \| Weitersfeld an der Mur \| 244 m ü. A. \| \| \| 11,7080 00,000 \| Mureck \| 237 m ü. A. \| \| \| 14,3100 00,000 \| Gosdorf \| 234 m ü. A. \| \| \| 17,7000 00,000 \| Diepersdorf (bis 2005) \| 230 m ü. A. \| \| \| 20,1000 00,000 \| Weixelbaum an der Mur (bis 2005) \| 225 m ü. A. \| \| \| 22,5290 00,000 \| Purkla \| 222 m ü. A. \| \| \| 26,2950 00,000 \| Halbenrain \| 221 m ü. A. \| \| \| 30,7310 00,000 \| Bad Radkersburg \| 202 m ü. A. \| \| \| 31,0950 00,000 \| Gleisende \| Gleisende \| \| \| ≈ 32,50 00,000 \| Mur, Staatsgrenze Österreich–Slowenien \| Mur, Staatsgrenze Österreich–Slowenien \| \| \| 00,000 23,050 \| Gleisende \| Gleisende \| \| \| 33,40 22,717 \| Gornja Radgona Oberradkersburg \| Gornja Radgona Oberradkersburg \| \| \| 39,60 17,155 \| Radenci Bad Radein \| Radenci Bad Radein \| \| \| 43,790 13,10 \| Hrastje-Mota Eich-Mautdorf \| Hrastje-Mota Eich-Mautdorf \| \| \| ≈ 47,50 9,40 \| Bučečovci Wudischofzen \| Bučečovci Wudischofzen \| \| \| 00,000 4,665 \| Križevci-Boreci Kreuzdorf \| Križevci-Boreci Kreuzdorf \| \| \| 56,20 00,000 \| von Murska Sobota \| von Murska Sobota \| \| \| 56,50 0,00 \| Ljutomer Luttenberg \| Ljutomer Luttenberg \| \| \| \| nach Ormož \| \| \| \| \| \| \| \| links: ursprüngliche Kilometrierung rechts: Kilometrierung der SŽ \| \| \| \| |                               |                                        |                                        |
| Strecke |                               | Südbahn von Trieste Centrale           | Südbahn von Trieste Centrale           |
| Bahnhof | 0,00 00,000                   | Spielfeld-Straß                        | 263 m ü. A.                            |
| Abzweig geradeaus und nach links |                               | Südbahn nach Wien Hbf                  | Südbahn nach Wien Hbf                  |
| ehemaliger Haltepunkt / Haltestelle | 3,8400 00,000                 | Schwarza (bis 11. Dezember 2021)       | 248 m ü. A.                            |
| Haltepunkt / Haltestelle | 6,1000 00,000                 | Lichendorf                             | 247 m ü. A.                            |
| Haltepunkt / Haltestelle | 7,8800 00,000                 | Weitersfeld an der Mur                 | 244 m ü. A.                            |
| Bahnhof | 11,7080 00,000                | Mureck                                 | 237 m ü. A.                            |
| Haltepunkt / Haltestelle | 14,3100 00,000                | Gosdorf                                | 234 m ü. A.                            |
| ehemaliger Haltepunkt / Haltestelle | 17,7000 00,000                | Diepersdorf (bis 2005)                 | 230 m ü. A.                            |
| ehemaliger Haltepunkt / Haltestelle | 20,1000 00,000                | Weixelbaum an der Mur (bis 2005)       | 225 m ü. A.                            |
| Haltepunkt / Haltestelle | 22,5290 00,000                | Purkla                                 | 222 m ü. A.                            |
| Haltepunkt / Haltestelle | 26,2950 00,000                | Halbenrain                             | 221 m ü. A.                            |
| Bahnhof | 30,7310 00,000                | Bad Radkersburg                        | 202 m ü. A.                            |
| | 31,0950 00,000                | Gleisende                              | Gleisende                              |
| Grenze auf Brücke über Wasserlauf (Strecke außer Betrieb) | ≈ 32,50 00,000                | Mur, Staatsgrenze Österreich–Slowenien | Mur, Staatsgrenze Österreich–Slowenien |
| | 00,000 23,050                 | Gleisende                              | Gleisende                              |
| Dienststation / Betriebs- oder Güterbahnhof | 33,40 22,717                  | Gornja Radgona Oberradkersburg         | Gornja Radgona Oberradkersburg         |
| Dienststation / Betriebs- oder Güterbahnhof | 39,60 17,155                  | Radenci Bad Radein                     | Radenci Bad Radein                     |
| ehemaliger Bahnhof | 43,790 13,10                  | Hrastje-Mota Eich-Mautdorf             | Hrastje-Mota Eich-Mautdorf             |
| ehemaliger Haltepunkt / Haltestelle | ≈ 47,50 9,40                  | Bučečovci Wudischofzen                 | Bučečovci Wudischofzen                 |
| Dienststation / Betriebs- oder Güterbahnhof | 00,000 4,665                  | Križevci-Boreci Kreuzdorf              | Križevci-Boreci Kreuzdorf              |
| Abzweig geradeaus und von links | 56,20 00,000                  | von Murska Sobota                      | von Murska Sobota                      |
| Bahnhof | 56,50 0,00                    | Ljutomer Luttenberg                    | Ljutomer Luttenberg                    |
| Strecke |                               | nach Ormož                             | nach Ormož                             |
| |                               |                                        |                                        |
| links: ursprüngliche Kilometrierung rechts: Kilometrierung der SŽ |                               |                                        |                                        |

Die Radkersburger Bahn ist eine Bahnstrecke entlang der Mur, die die Stadt Bad Radkersburg mit der Österreichischen Südbahn verbindet. Der weitere Verlauf der Strecke über Gornja Radgona (Oberradkersburg) nach Ljutomer (Luttenberg) in Slowenien ist seit 1945 im Bereich des heutigen Grenzflusses unterbrochen. Die Strecke ist eingleisig und nicht elektrifiziert.

## Geschichte

### Errichtung
Die Radkersburger Bahn wurde von der k.k. priv. Südbahngesellschaft konzessioniert und errichtet. Der Bau bot keinerlei nennenswerte Probleme. Die Eröffnung des ersten Abschnittes zwischen Spielfeld-Straß und Radkersburg erfolgte am 12. Juli 1885.
Am 16. Oktober 1890 erfolgte die Inbetriebnahme des Abschnittes von Radkersburg bis Luttenberg (slow. Ljutomer). Bis zur Übernahme der k.k. priv. Südbahngesellschaft durch die ÖBB wurde die Strecke von der Südbahngesellschaft betrieben.

### Teilung der Strecke

Streckenverlauf Radkersburger Bahn

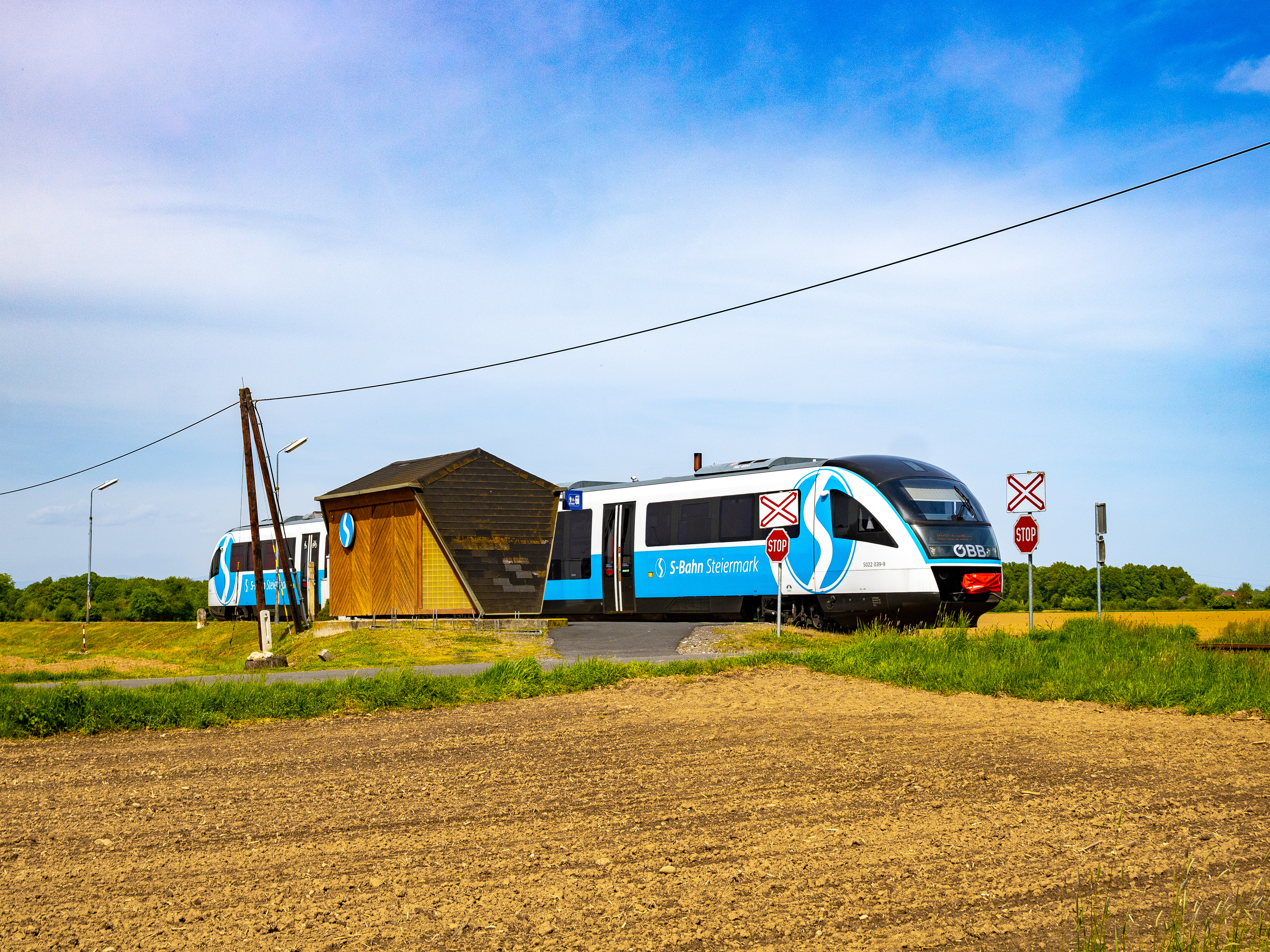
Triebwagen der Reihe 5022 beim Haltepunkt Lichendorf

Mit Ende des Ersten Weltkrieges fiel der südliche Teil der Steiermark an Jugoslawien, wodurch auch die Eisenbahnstrecke im km 32,5 geteilt wurde. Der südlich der Mur liegende Abschnitt zwischen Gorna Radgona und Ljutomer wurde von der Staatsbahn des neu entstandenen SHS-Staates bzw. des erst später entstandenen Jugoslawien übernommen.
Im Versuch, die Rote Armee aufzuhalten, wurden von der Deutschen Wehrmacht zahlreiche Murbrücken, darunter auch jene der Radkersburger Bahn, im April 1945 zerstört. Im Unterschied zur Straßenbrücke wurde die Bahnbrücke nach Ende des Zweiten Weltkrieges nicht wiederaufgebaut. Seither besteht zwischen Radkersburg und Gornja Radgona (deutsch: Oberradkersburg) eine zweieinhalb Kilometer lange Lücke im Schienennetz. Das Streckenende in Österreich befindet sich seitdem im km 31,095. Auf dem slowenischen Teil zwischen Gornja Radgona/Oberradkersburg und Ljutomer/Luttenberg gibt es nur noch Güterverkehr.

## Streckenverlauf
Die Radkersburger Bahn verlässt den Grenzbahnhof Spielfeld-Straß an seinem Nordkopf Richtung Nordwesten und quert zunächst die Mur auf ihre linksufrige Gegenseite. Bei Gersdorf geht es geradlinig ostwärts in der landwirtschaftlich intensiv genutzten Murniederung bis Mureck, dann weiter über Gosdorf und Halbenrain nach Bad Radkersburg. Aufgrund der im Flurniveau günstig gehaltenen Trassierung und der zahlreichen unbeschrankten, unfallträchtigen Bahnübergänge, sind mehr als 80 km/h Höchstgeschwindigkeit trotz kurvenarmen Verlaufs nicht erlaubt.
Der Abschnitt zwischen den Bahnhöfen Bad Radkersburg und Gornja Radgona (Oberradkersburg) ist heute auf österreichischer Seite weitgehend abgekommen und teilweise überbaut, einzig ein kurzes Stück der Andämmung zur abgerissenen Murbrücke sowie der Verlauf des Brunnenwegs in Verlängerung der Bahnhofsachse bieten noch Reliktcharakter.
Auf slowenischer Seite fehlt lediglich der noch zu erahnende, kurze Trassenverlauf von der Mur zum Bahnhof Gornja Radgona, ab dem auf einer Murterrasse geradlinig Richtung Südosten nach Ljutomer gestrebt wird. Auch hier gibt es wiederum zahlreiche unbeschrankte Bahnübergänge als Geschwindigkeitshindernis.

## Aktuelle Bedeutung

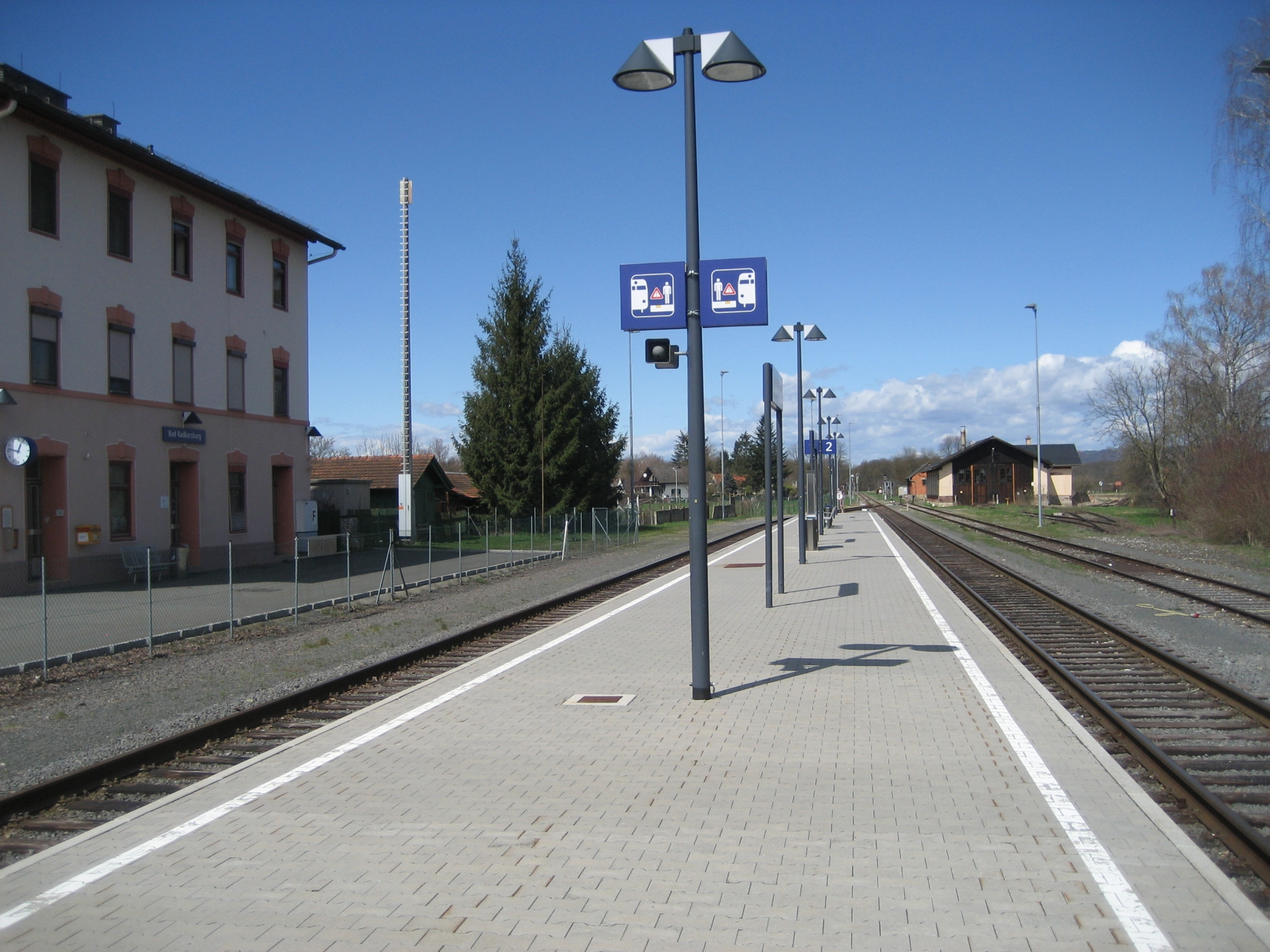
Bahnhof Bad Radkersburg

Die Radkersburger Bahn kam in ihrer Bedeutung auf Grund ihres Einzugsgebietes nie über eine regionale Bahnlinie hinaus und war mehrmals einstellungsgefährdet.

### Sicherung des Fortbestands
Im Jahr 2006 wurden die Weichen für einen Weiterbestand der Bahnstrecke gestellt. Auf Grund des laufenden Verkehrsdienstevertrages mit dem Land Steiermark wurden nach Drängen der neuen Landesregierung im Herbst 2006 in Absprache zwischen der ÖBB-PV AG und der ÖBB-Infrastruktur-Betriebs AG in verschiedenen Bahnhöfen und Haltestellen zum Teil umfangreiche Umbauarbeiten durchgeführt. Mit dem neuen Fahrplanjahr 2005/06 sind die Haltestellen in Schwarza, Diepersdorf und Weixelbaum an der Mur aufgelassen worden. Von diesen hat nur erstere eine Wiederbelebung zugesprochen bekommen, nur ein Jahr nach der Auflassung ist der Haltepunkt erneut im Fahrplan erschienen. Am 11. Dezember 2021 wurde sie jedoch neuerlich aufgelassen. Durch diese Maßnahmen – vor allem durch die Erhöhung der Bahnsteigkanten auf mindestens 38 cm – wurden die Voraussetzungen geschaffen, dass mit Fahrplanwechsel am 10. Dezember 2006 die neue Triebwagengeneration Reihe 5022 der ÖBB eingesetzt werden konnte. Damit wurde in Verbindung mit dem bereits zuvor errichteten Zugleitbetrieb auch die Grundlage für eine wirtschaftliche Betriebsführung geschaffen, die den Fortbestand dieser Eisenbahnstrecke sichern soll.

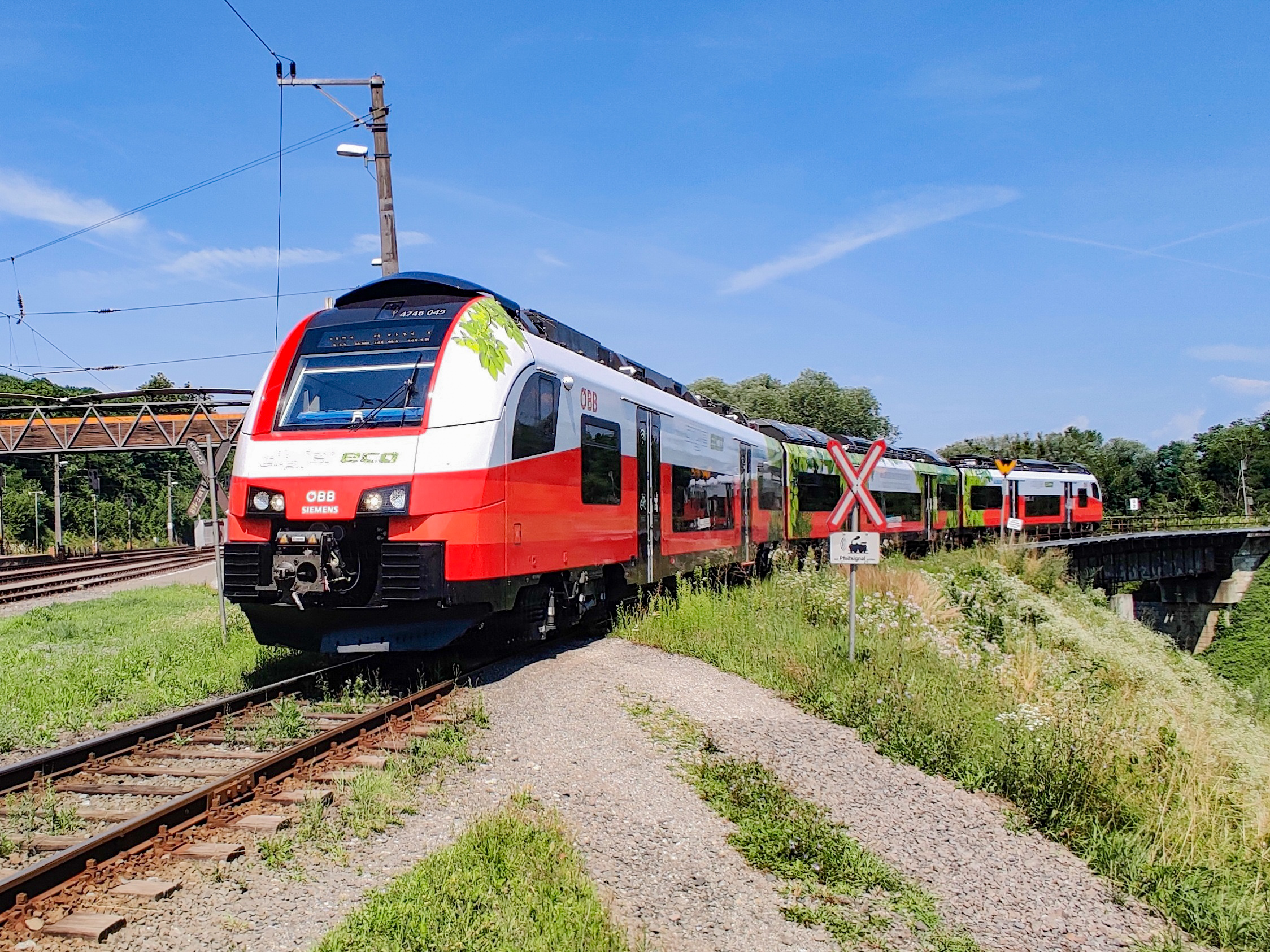
Testfahrt mit Akkutriebwagen bei der Einfahrt in Spielfeld-Straß

Am 19. Juli 2019 wurden auf der Strecke Testfahrten mit einem Akkutriebwagen durchgeführt, um zu überprüfen, ob die Radkersburger Bahn für batterieelektrischen Betrieb geeignet ist. Laut der Interessengemeinschaft „Neue Radkersburger Bahn“ wären für eine Umstellung aller Direktzüge von Graz nach Bad Radkersburg lediglich zwei Akkutriebwagen notwendig. Weitere Fahrten, auch mit Fahrgästen, sind geplant. Mit Ende des Jahres sollte der Zug mit einem Akkutriebwagen im regulären Fahrplanbetrieb getestet werden.

### S-Bahn Steiermark
Seit dem Fahrplanwechsel am 9. Dezember 2007 verkehrt auf der Strecke die Linie  der S-Bahn Steiermark.

### Lückenschluss mit Slowenien
Im Jänner 2015 wurde über eine Machbarkeitsstudie zum Wiederaufbau der Eisenbahn zwischen Radkersburg und Gornja Radgona berichtet. Für den Bau dieser 2,85 km langen Eisenbahnstrecke mit einer 150 Meter langen Brücke über die Mur wurden Kosten von rund 20 Millionen Euro genannt. Im Jänner 2016 wurde vom steirischen Landtag die Errichtung der Strecke formal beschlossen. Im Jahr 2022 wurde bekannt, dass das Amt der steiermärkischen Landesregierung Lösungen für eine neue Trasse zwischen Bad Radkersburg und Gorna Radgona sucht. Dies ist erforderlich da die alte Strecke teilweise verbaut ist und die Stadtgemeinde Bad Radkersburg das Ziel des Lückenschlusses selbst nicht teilt.

## Würdigung
Im Jahr 2010 gab die österreichische Post eine Sonderbriefmarke 125 Jahre Grenzlandbahn Spielfeld-Straß – Bad Radkersburg heraus.